# 영양향교
영양향교(英陽鄕校)는 대한민국 경상북도 영양군 일월면 도계리에 있는 조선시대의 향교이다. 1985년 8월 5일 경상북도의 문화재자료 제75호로 지정되었다.

## 개요
향교는 공자와 여러 성현께 제사를 지내고 지방민의 교육과 교화를 위해 나라에서 세운 교육기관이다.
영양향교는 숙종 3년(1677)에 처음 지었으나 모든 건물들이 조선 후기 건축 양식으로 되어 있다.
현재 남아 있는 건물로는 대성전과 명륜당, 동재, 서재, 신문(내삼문)　등이다.
대성전은 앞면 5칸·옆면 3칸 규모로，지붕은 옆면에서 볼 때 사람 인(人)자 모양인 맞배지붕으로 꾸몄다. 안쪽에는 공자를 비롯하여　중국과 우리나라 성현의 위패를 모시고 있다.
학생들이 모여 공부하는 명륜당은 앞면 5칸·옆면 2칸 규모로 이루어져 있다. 명륜당의 현판은 고려말 명필인 한수(韓修)가 쓴 것이다.
조선시대에는 나라에서 토지와 노비·책 등을 지원받아 학생을 가르쳤으나, 지금은 교육 기능은 없어지고 제사 기능만 남아 있다.

## 참고 자료
- 영양향교 - 국가유산청 국가유산포털